# 西佐多町
西佐多町（にしさたちょう）は、鹿児島県鹿児島市の町。旧薩摩国鹿児島郡吉田郷西佐多浦村、鹿児島郡吉田村大字西佐多浦、鹿児島郡吉田町大字西佐多浦。郵便番号は891-1301。人口は934人、世帯数は497世帯（2020年4月1日現在）。
享保12年（1727年）の検地によって佐多之浦村が東西に分割され西佐多浦村として設置された。

## 地理
鹿児島市の北部（吉田地域）、思川の上流域に位置している。町域の北方には姶良市蒲生町久末、南方には本城町、東方には東佐多町、西方には本名町がそれぞれ接している。
町域の中央部にある桑之丸交差点で鹿児島県道25号鹿児島蒲生線と鹿児島県道40号伊集院蒲生溝辺線が交差し、東端にある吉田町麓交差点で県道25号と鹿児島県道57号麓重富停車場線が交差する。西方に鹿児島市立吉田北中学校、鹿児島市立吉田小学校が所在する。

### 山岳
- 雄岳（標高486 メートル[9]）

### 河川
- 思川（二級河川）
西佐多町の西部にある山地に思川の水源地があり[10]、中央部の盆地を南北に流れている。

## 歴史

### 西佐多浦村の成立と近世
西佐多浦という地名は江戸時代より見え、薩摩国鹿児島郡吉田郷（外城）のうちであった。村高は「三州御治世要覧」では1,415石余、「旧高旧領取調帳」では1,501石余であった。
享保12年（1727年）の「大御支配」と呼ばれる検地によって佐多之浦村が分村され東佐多浦村（現在の東佐多町）と西佐多浦村に分割された。東佐多浦村に置かれていた吉田郷の行政を司る地頭仮屋の麓集落は西佐多浦村の一部も含んで形成されていた。寛政6年（1794年）の西佐多浦村の人口は420人であった。元治元年（1864年）には現在の鹿児島市立吉田小学校の前身となる復生館が設立された。

### 町村制施行以後
1889年（明治22年）4月1日に町村制が施行されたのに伴い、それまでの吉田郷にあたる東佐多浦村、西佐多浦村、本城村、本名村、宮之浦村の区域より鹿児島郡吉田村が設置された。それまでの西佐多浦村は吉田村の大字「西佐多浦」となった。
1934年（昭和9年）には佐多浦郵便取扱所が設置され、1948年（昭和23年）には吉田麓郵便局となった。1947年（昭和22年）に吉田村立吉田北中学校（現在の鹿児島市立吉田北中学校）が西佐多浦の吉田小学校内に設立され、1949年（昭和24年）9月に新校舎が完成した。1972年（昭和47年）11月1日に吉田村が町制施行し吉田町の大字となった。1998年（平成10年）2月27日に大字本城字立迫の一部を大字西佐多浦に編入した。
2004年（平成16年）11月1日に吉田町が鹿児島郡桜島町、日置郡松元町、郡山町、揖宿郡喜入町と共に鹿児島市に編入された。合併に際して設置された法定合併協議会である鹿児島地区合併協議会における協議によって、吉田町の区域の大字については「字の区域を廃止し、当該廃止された字の区域に相当する区域により新たに町の区域を設定し、その名称については表示案に基づき、各町の意向を尊重し合併までに調整するものとする」と協定された。
前述の協定に基づいて、合併前の10月26日に鹿児島県の告示である「 町の区域の設定及び字の廃止」が鹿児島県公報に掲載された。この告示の規定に基づき、それまでの大字西佐多浦は廃止され、大字西佐多浦の全域を以て新たに鹿児島市の町「西佐多町」が設置された。
2008年（平成20年）4月には校舎の老朽化の進んでいた鹿児島市立吉田小学校が鹿児島市立吉田北中学校の隣接地に移転した。

### 町・字域の変遷
| 実施後               | 実施年                    | 実施前                 |
| -------------------- | ------------------------- | ---------------------- |
| 大字西佐多浦（編入） | 1998年（平成10年）2月27日 | 大字本城字立迫（一部） |

## 人口
西佐多町（西佐多浦）の人口の変遷を以下に示す。
| 統計年             | 統計年 | 人口  | 人口 |
| ------------------ | ------ | ----- | ---- |
| 1884年（明治17年） | [ 23 ] | 708   |      |
| 1925年（大正14年） | [ 23 ] | 1,539 |      |
| 1931年（昭和6年）  | [ 23 ] | 1,575 |      |
| 1980年（昭和55年） | [ 23 ] | 1,476 |      |
| 1990年（平成2年）  | [ 23 ] | 1,415 |      |
| 2010年（平成22年） | [ 24 ] | 1,104 |      |
| 2015年（平成27年） | [ 25 ] | 979   |      |

## 文化財

### 県指定
- 鹿児島市西佐多町の吉田貝化石層（天然記念物（地質鉱物））[26]

### 市指定
- 鵜木の田の神と石碑（有形民俗文化財（風俗資料））[27]
- 仏智山津友寺跡（記念物（史跡））[27]

## 施設

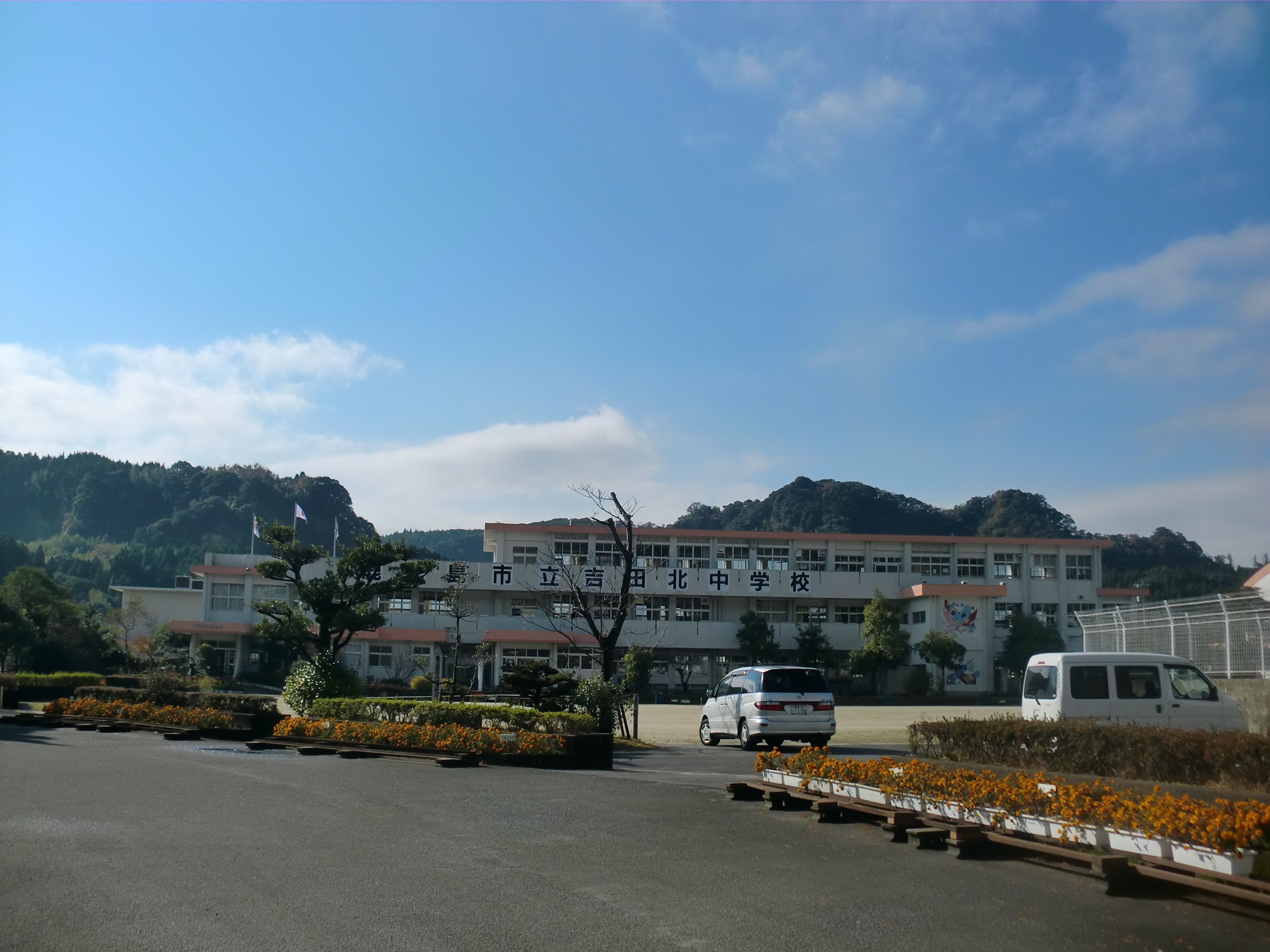
鹿児島市立吉田北中学校

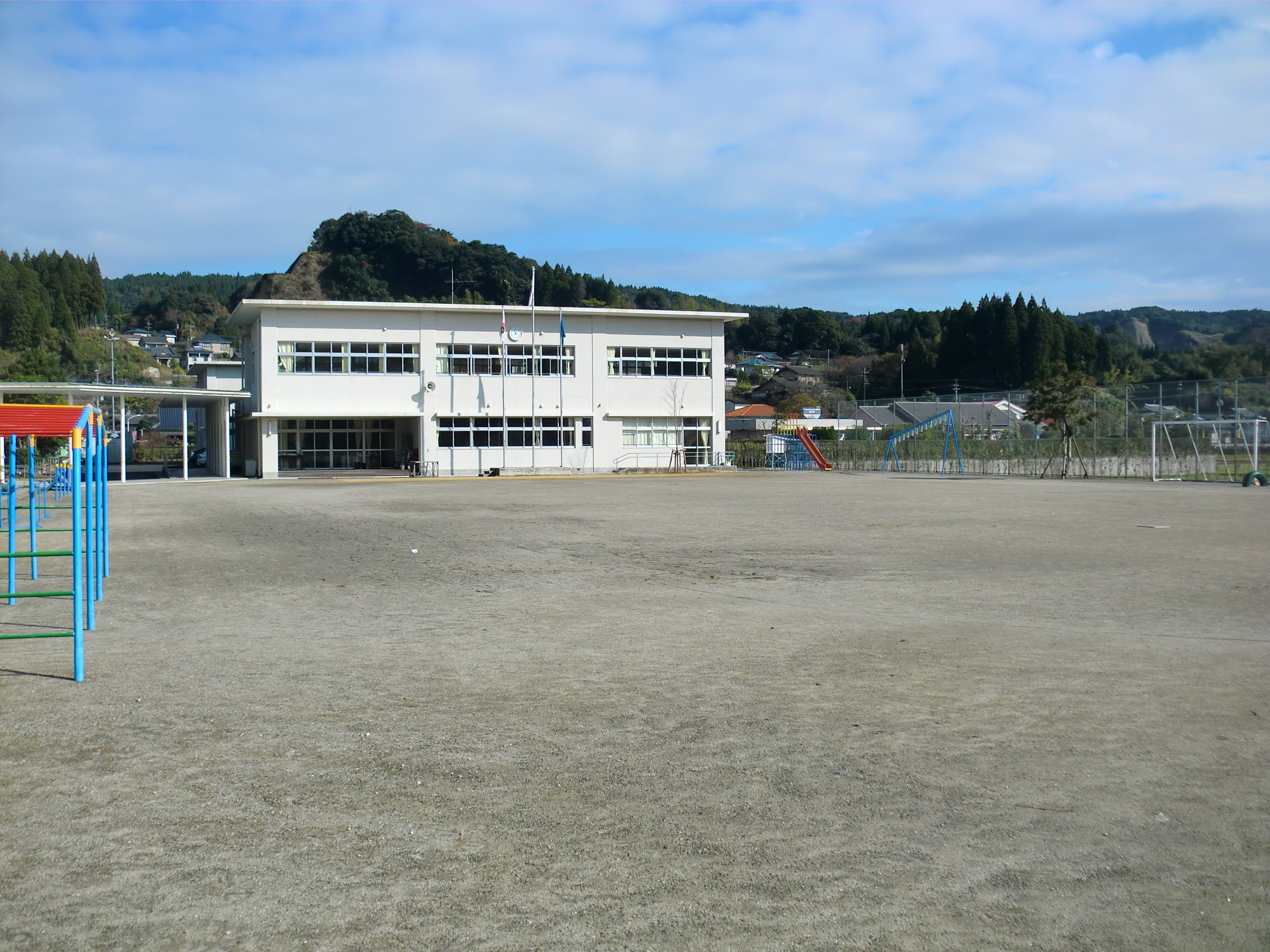
鹿児島市立吉田小学校

### 教育
- 鹿児島市立吉田北中学校[28]
- 鹿児島市立吉田小学校[29]
- 吉田保育園[30]

### 郵便局
- 吉田麓郵便局[31]

### 寺社
- 金峰神社[32]
- 吉田寺[33]
- 本願寺鹿児島別院吉田出張所[33]

## 小・中学校の学区
市立小・中学校に通う場合、学区（校区）は以下の通りとなる。
| 町丁     | 番・番地 | 小学校               | 中学校                 |
| -------- | -------- | -------------------- | ---------------------- |
| 西佐多町 | 全域     | 鹿児島市立吉田小学校 | 鹿児島市立吉田北中学校 |

## 交通

### 道路
主要地方道
- 鹿児島県道25号鹿児島蒲生線
- 鹿児島県道40号伊集院蒲生溝辺線
- 鹿児島県道57号麓重富停車場線